# André Lackner
André Lackner (* 20. Februar 1991) ist ein deutscher Poolbillard- und Snookerspieler. Er wurde 2016 und 2017 Deutscher Meister in der Disziplin 14/1 endlos.

## Karriere

### Poolbillard

#### Einzel
Im Oktober 2010 erreichte André Lackner bei der deutschen Meisterschaft das Viertelfinale im 14/1 endlos und schied dort gegen den späteren Deutschen Meister Manuel Ederer aus.
Bei der deutschen Meisterschaft 2011 gewann er die Bronzemedaille im 10-Ball, nachdem er im Halbfinale gegen Marcus Westen verloren hatte. 2012 erreichte er in den Disziplinen 14/1 endlos und 8-Ball das Viertelfinale.
Im August 2014 zog er beim World 14.1 Tournament mit einem Achtelfinalsieg gegen den früheren Blackball-Weltmeister Jayson Shaw ins Viertelfinale ein, in dem er dem Amerikaner Max Eberle mit 172:200 unterlag.
Im Oktober 2014 gewann Lackner bei der deutschen Meisterschaft Bronze im 14/1 endlos, nachdem er im Halbfinale gegen den späteren Deutschen Meister Sascha-Andrej Tege ausgeschieden war. Im Mai 2015 gewann er durch einen 7:5-Finalsieg gegen Christian Brehme das Berlin Masters. Im November 2016 zog er beim 14/1-endlos-Wettbewerb der deutschen Meisterschaft erstmals ins Finale ein und wurde durch einen 125:64-Sieg gegen Andreas Roschkowsky Deutscher Meister. Auch in den beiden folgenden Wettbewerben schaffte er es ins Endspiel, verlor aber gegen Raphael Wahl (8-Ball) beziehungsweise Joshua Filler (9-Ball). Beim abschließend stattfindenden 10-Ball-Wettbewerb schied er im Halbfinale gegen Kevin Becker aus.
Anfang 2017 wurde Lackner erstmals für die Europameisterschaft nominiert, bei der er an den Wettbewerben im 8-Ball und 9-Ball teilnahm. Nachdem er im 8-Ball unter anderem den früheren Europameister Ivica Putnik besiegt hatte und in der Runde der letzten 32 gegen Tomasz Kapłan ausgeschieden war, zog er im 9-Ball unter anderem durch einen Sieg gegen Petri Makkonen ins Viertelfinale ein, in dem er dem Polen Konrad Juszczyszyn mit 8:11 unterlag. Bei der deutschen Meisterschaft 2017 gelang ihm durch einen 125:66-Finalsieg gegen David Krewitt die Titelverteidigung im 14/1 endlos. Wenige Tage später gewann er im 9-Ball die Bronzemedaille.

#### Mannschaft
In der Saison 2005/06 spielte Lackner mit der zweiten Mannschaft des 1. PBC Wedding in der sechstklassigen Berliner Landesliga. Ab 2006 spielte er in der ersten Mannschaft, mit der er 2007 in die Oberliga und 2010 in die Regionalliga aufstieg, wobei er 2008 und 2010 in der Einzelwertung den ersten Platz erreichte. In der Saison 2010/11 schaffte der PBC Wedding als Zweitplatzierter der Regionalliga den Durchmarsch in die 2. Bundesliga. Lackner belegte dabei erneut den ersten Platz in der Einzelwertung. In der Saison 2011/12 folgte der Abstieg in die Regionalliga. Nachdem die Mannschaft um Lackner zwischenzeitlich in die Oberliga abgestiegen war, schaffte sie in der Saison 2015/16 mit dem zweiten Platz in der Regionalliga erneut den Aufstieg in die zweite Liga. Lackner gewann dabei abermals die Einzelwertung.
In der Saison 2016/17 gelang es trotz gutem Saisonstart dem PBC Wedding nicht, den Abstieg in die Regionalliga zu verhindern. Lackner konnte an einigen Spielen nicht teilnehmen und erlangte eine schlechtere Bilanz als in den Jahren zuvor.
Bei der EM 2017 war Lackner erstmals Teil der deutschen Nationalmannschaft und schied mit dem Team in der Vorrunde aus.

### Snooker
Im April 2011 wurde Lackner durch einen Finalsieg gegen Lukas Kleckers Deutscher U21-Meister im Snooker. Bei der U21-Weltmeisterschaft 2011 schied er in der Vorrunde aus.
Ab der Saison 2008/09 spielte Lackner mit der Snookermannschaft des 1. PBC Wedding in der Oberliga. In der Saison 2010/11 erreichte er mit der Mannschaft den ersten Platz und belegte dabei auch in der Einzelwertung den ersten Platz. Anschließend wechselte er zur Snookerfabrik Berlin, mit der er 2012 in die 2. Bundesliga und 2015 in die 1. Bundesliga aufstieg. Nachdem der Verein im Juni 2017 in der Relegation den Klassenerhalt erreicht hatte, zog er zu Beginn der Saison 2017/18 seine Mannschaft zurück.

## Erfolge
- Deutscher U21-Snooker-Meister: 2011
- Berlin Masters: 2012, 2015, 2018
- Deutscher 14/1-endlos-Meister: 2016, 2017